# Championnat de Belgique de football de troisième division 1941-1942
Navigation
saison précédente saison suivante
Cette page présente la quatorzième édition du championnat de Promotion (D3) belge.
C'est le premier "championnat de guerre" du 3e niveau national ne voit que 50 clubs engagés sur les 56 prévus (voir ci-dessous).
Aux quatre clubs promus en 1939 qui renoncent de monter, s'ajoutent le retrait forcé du R. FC Malmundaria 1904, ainsi que la disparition du FC Netha Herentals à la suite d'un rapprochement avec un autre club de cette localité.
N'étant pas en mesure de s'aligner en Division 1 (D2), la R. Union Hutoise FC rencontre les équipes d'une des séries de cette compétition de "D3", mais reste considérée comme "hors-classement". Le R. CS Schaerbeek, sportivement relégué de "D2" avant la guerre, remplace numériquement le club mosan à l'étage supérieur.
Le R. Knokke FC entame la compétition mais renonce après seulement six rencontres. Le club n'est toutefois pas relégué car la Fédération belge avait décidé de ne procéder à aucune relégation lors de cette saison.
Deux des huit nouveaux venus, Hamme et Geel, s'emparent du titre dans leur série respective. Le K. Tongerse SV Cercle résiste au Stade Waremme et retrouve la "D2" qu'il avait quittée en 1929.
Le Cercle Sportif Andennais devient le 3e club de la Province de Namur a rejoindre le 2e niveau national. En 2011, le nombre total de clubs de cette province à avoir réalisé cette performance est de... 4 (Entente Tamines, Namur Sports, Cercle Sportif Andennais et Wallonia Association Namur).

## Perturbations dues au conflit
Même si le territoire n'est pas le théâtre de combats ouverts, le déroulement des championnats des compétitions nationales est fréquemment perturbé. Les principales causes sont les difficultés de déplacement. Le carburant est rare, tout comme les moyens de transports. Les chemins de fer sont soumis aux contrôles et au restrictions imposées par l'occupant.
Certaines zones sont « sensibles » (comme le littoral), sont soumises à contrôle accru, ou subissent les ravages des bombardements alliés accidentels ou non.
Cet état de fait perdure et augmente durant les deux autres « championnats de guerre », à savoir les saisons 1942-1943 et 1943-1944.

## Participants 1941-1942
Théoriquement 56 clubs doivent prendre part à ce championnat. Mais en raison des circonstances particulières dues à la guerre, il n’y a que 50 participants.
Parmi ces 50 formations, on retrouve trois des quatre équipes reléguées de Division 1 au terme de la saison 1938-1939: Cappellen FC, Wezel Sport et le FC Wilrijk. Le quatrième descendant, le R. CS Schaerbeek est finalement maintenu au 2e niveau car la R. Union Hutoise s’estime incapable d’y aligner une équipe. Le cercle mosan joue en «Promotion» en étant considéré comme «hors-classement» de la Série C.
Il y a diverses explications au fait que le nombre prévus de clubs ne soit pas atteint:
- Sur les douze équipes promus depuis les séries inférieures à la fin de la saison 1938 -1939, quatre ne sont pas en mesure d’honorer leur montée.
- En juin 1941, le FC Netha Herentals (matricule 408) fusionne avec son voisin du Herentalsche SK, (matricule 94), promu en Division 1, pour former le FC Herentals (97).
- Située dans la région sensible des Cantons de l’Est que les Nazis annexent au territoire IIIe Reich, le R. FC Malmundaria 1904 (matricule 188) se retrouve inactif après avoir été arbitrairement pillé de ses meilleurs joueurs par le club voisin de la SS Malmedy 1912 (matricule 91). Ce club essentiellement dirigé par des personnes pronazies démissionne de la Fédération belge le 12 septembre 1939. Pour rappel, Malmedy n’est pas germanophone (voir ci-dessous).

- La Colonne "Mat" renseigne le numéro matricule du club concerné.
- Les clubs en lettres italiques n'existent plus.

### Série A
| #  | Nom                                       | Mat. | Ville           | Stades               | En D3 depuis    | Total en D3 | Province        |
| -- | ----------------------------------------- | ---- | --------------- | -------------------- | --------------- | ----------- | --------------- |
| 1  | Royal Racing Club de Gand                 | 11   | Gand            | Emmanuel Hielstadion | 1938-1939 (2e)  | 2 saisons   | Fl. orientale   |
| 2  | Royal Courtrai Sports                     | 19   | Courtrai        | ??                   | 1931-1932 (9e)  | 12 saisons  | Fl. occidentale |
| 3  | Royale Union Sportive Tournaisienne       | 26   | Tournai         | stade G. Horlait     | 1936-1937 (4e)  | 12 saisons  | Hainaut         |
| 4  | Koninklijke Vanneste Genootschap Oostende | 31   | Ostende         | ??                   | 1938-1939 (2e)  | 9 saisons   | Fl. occidentale |
| 5  | Royal Sporting Club Méninois              | 56   | Menin           | ??                   | 1935-1936 (5e)  | 8 saisons   | Fl. occidentale |
| 6  | Royal Knokke Football Club                | 101  | Knokke          | ??                   | 1937-1938 (3e)  | 9 saisons   | Fl. occidentale |
| 7  | Sint-Niklaassche Sportkring               | 221  | St-Nicolas/Waas | ??                   | 1932-1933 (8e)  | 13 saisons  | Fl. orientale   |
| 8  | Racing Club Lokeren                       | 282  | Lokeren         | ??                   | 1938-1939 (2e)  | 2 saisons   | Fl. orientale   |
| 9  | Stade Mouscronnois                        | 508  | Mouscron        | ??                   | 1938-1939 (2e)  | 2 saisons   | Fl. occidentale |
| 10 | Sportkring Roulers                        | 134  | Roulers         | Schierveld           | 1941-1942 (1re) | 5 saisons   | Fl. occidentale |
| 11 | Football Club Vigor Hamme                 | 211  | Hamme           | ??                   | 1941-1942 (1re) | 2 saisons   | Fl. orientale   |

### Localisations Série A
| \| Knokke FC VG Oostende SK Roulers Courtrai Sp. SC Meenen US Tournai Mouscron RC Gand St-Nicolas Hamme Lokeren \| Localisation des clubs engagés en Promotion A 1941-1942 |
| Knokke FC VG Oostende SK Roulers Courtrai Sp. SC Meenen US Tournai Mouscron RC Gand St-Nicolas Hamme Lokeren                                                               |

### Série B
| #  | Nom                                              | Mat. | Ville      | Stades        | En D3 depuis    | Total en D3 | Province |
| -- | ------------------------------------------------ | ---- | ---------- | ------------- | --------------- | ----------- | -------- |
| 1  | Cappellen Football Club Koninklijke Maatschappij | 43   | Kapellen   | ??            | 1941-1942 (1re) | 8 saisons   | Anvers   |
| 2  | Football Club Wilrijk                            | 155  | Wilrijk    | ??            | 1941-1942 (1re) | 6 saisons   | Anvers   |
| 3  | Wesel Sport                                      | 844  | Mol        | ??            | 1941-1942 (1re) | 2 saisons   | Anvers   |
| 4  | Willebroekse Sportvereniging                     | 85   | Willebroek | Henry Pickery | 1936-1937 (4e)  | 4 saisons   | Anvers   |
| 5  | Bouchoutse Voetebalvereniging                    | 121  | Bouchout   | ??            | 1936-1937 (4e)  | 4 saisons   | Anvers   |
| 6  | Sportkring Hoboken                               | 285  | Hoboken    | ??            | 1937-1938 (3e)  | 8 saisons   | Anvers   |
| 7  | Hemiksem Athletic Club                           | 360  | Hemiksem   | ??            | 1930-1931 (10e) | 10 saisons  | Anvers   |
| 8  | Voetbalvereniging Edegem Sport                   | 377  | Edegem     | ??            | 1938-1939 (2e)  | 2 saisons   | Anvers   |
| 9  | Voetbalvereniging Ons Genoegen Vorselaar         | 402  | Vorselaar  | ??            | 1938-1939 (2e)  | 2 saisons   | Anvers   |
| 10 | Football Club Nijlen                             | 1065 | Nijlen     | ??            | 1937-1938 (3e)  | 3 saisons   | Anvers   |
| 11 | Football Club Verbroedering Geel                 | 395  | Geel       | ??            | 1941-1952 (1re) | 1 saison    | Anvers   |

### Localisations Série B
| \| Anvers: · Cappellen FC · FC Wilrijk · SK Hoboken · Hemiskem AC · VV Edegem Sport Anvers Willebroek Geel Wezel Vorselaar Bouchout Nijlen \| Localisation des clubs engagés en Promotion B 1941-1942 |
| Anvers: · Cappellen FC · FC Wilrijk · SK Hoboken · Hemiskem AC · VV Edegem Sport Anvers Willebroek Geel Wezel Vorselaar Bouchout Nijlen                                                               |

### Série C
- Incapable, en raison des circonstances de guerre de s'aligner en Division 1 (D2), l'Union Hutoise est autorisée à jouer « hors-compétition » dans cette série.

| #  | Nom                                       | Mat. | Ville              | Stades                   | En D3 depuis    | Total en D3 | Province   |
| -- | ----------------------------------------- | ---- | ------------------ | ------------------------ | --------------- | ----------- | ---------- |
| HC | Royale Union Hutoise Football Club        | 76   | Huy                | ??                       | 1941-1942 (1re) | 6 saisons   | Liège      |
| 1  | Royal Albert Elisabeth Club Mons          | 44   | Mons               | rue du Tir               | 1926-1927 (14e) | 14 saisons  | Hainaut    |
| 2  | Royal Gosselies Sports                    | 278  | Gosselies          | ??                       | 1938-1939 (2e)  | 2 saisons   | Hainaut    |
| 3  | Royale Union Sportive Halloise            | 87   | Hal                | ??                       | 1937-1938 (3e)  | 3 saisons   | Brabant    |
| 4  | Royale Association Athlétique Louviéroise | 93   | La Louvière        | stade du Tivoli          | 1937-1938 (3e)  | 3 saisons   | Hainaut    |
| 5  | Jeunesse Arlonaise                        | 143  | Arlon              | ??                       | 1934-1935 (6e)  | 12 saisons  | Luxembourg |
| 6  | Union Royale Namur                        | 156  | Namur              | stade des Champs-Elysées | 1931-1932 (9e)  | 10 saisons  | Namur      |
| 7  | Sporting Club Louvain                     | 223  | Louvain            | ??                       | 1934-1935 (6e)  | 7 saisons   | Brabant    |
| 8  | Association Marchiennoise des Sports      | 278  | Marchienne-au-Pont | ??                       | 1931-1932 (9e)  | 9 saisons   | Hainaut    |
| 9  | Royale Union Sportive Laeken              | 281  | Laeken             | ??                       | 1938-1939 (2e)  | 2 saisons   | Brabant    |
| 10 | Cercle Sportif Andennais                  | 307  | Andenne            | stade J. Pappa           | 1937-1938 (3e)  | 8 saisons   | Namur      |
| 11 | Royal Ixelles Sporting Club               | 42   | Ixelles            | ??                       | 1941-1942 (1re) | 6 saisons   | Brabant    |
| 12 | Stade Nivellois                           | 182  | Nivelles           | ??                       | 1941-1942 (1re) | 1 saison    | Brabant    |
| 13 | Châtelineau Sport                         | 511  | Châtelineau        | ??                       | 1941-1942 (1re) | 2 saisons   | Hainaut    |

### Localisations Série C
| \| Charleroi: · R. Gosselies Sports · Ass. Marchiennoise des Sp. · + · Châtelineau Sp. SC Louvain US Laeken Ixelles U. Halloise Nivelles Charleroi Mons La Louvière Namur Andenne U. Hutoise J. Arlonaise \| Localisation des clubs engagés en Promotion C 1941-1942 |
| Charleroi: · R. Gosselies Sports · Ass. Marchiennoise des Sp. · + · Châtelineau Sp. SC Louvain US Laeken Ixelles U. Halloise Nivelles Charleroi Mons La Louvière Namur Andenne U. Hutoise J. Arlonaise                                                               |

### Série D
| #  | Nom                                      | Mat. | Ville       | Stades           | En D3 depuis    | Total en D3 | Province |
| -- | ---------------------------------------- | ---- | ----------- | ---------------- | --------------- | ----------- | -------- |
| 1  | Royal Football Club Liègeois             | 4    | Liège       | stade Vélodrome  | 1935-1936 (5e)  | 5 saisons   | Liège    |
| 2  | Royal Club Sportif Verviétois            | 8    | Verviers    | du Panorama      | 1936-1937 (4e)  | 5 saisons   | Liège    |
| 3  | Royal Football Club Bressoux             | 23   | Bressoux    | ??               | 1932-1933 (8e)  | 13 saisons  | Liège    |
| 4  | Skill Racing Union Verviers              | 34   | Verviers    | de Bielmont      | 1938-1939 (2e)  | 5 saisons   | Liège    |
| 5  | Patria Football Club Tongres             | 71   | Tongres     | ??               | 1936-1937 (4e)  | 8 saisons   | Limbourg |
| 6  | Cercle Sportif Tongrois                  | 73   | Tongres     | ??               | 1935-1936 (5e)  | 10 saisons  | Limbourg |
| 7  | Racing Football Club Montegnée           | 77   | Montegnée   | ??               | 1938-1939 (2e)  | 6 saisons   | Liège    |
| 8  | Stade Waremmien Football Club            | 190  | Waremme     | ??               | 1937-1938 (3e)  | 8 saisons   | Liège    |
| 9  | Milmort Football Club                    | 208  | Milmort     | ??               | 1936-1937 (4e)  | 7 saisons   | Liège    |
| 10 | Sint-Truidense Voetbalvereniging         | 373  | Saint-Trond | ??               | 1937-1938 (3e)  | 9 saisons   | Limbourg |
| 11 | Beeringen Football Club                  | 522  | Beringen    | Mijnstadion      | 1936-1937 (4e)  | 4 saisons   | Limbourg |
| 12 | Voetbalvereniging Looi Sport Tessenderlo | 565  | Tessenderlo | ??               | 1938-1939 (2e)  | 2 saisons   | Limbourg |
| 13 | Football Club Winterslag                 | 322  | Winterslag  | Noordlaanstadion | 1941-1942 (1re) | 1 saison    | Limbourg |
| 14 | Saint-Nicolas Football Club              | 667  | St-Nicolas  | ??               | 1941-1942 (1re) | 4 saisons   | Liège    |

### Localisations Série D
| \| Liège · R. FC Liégeois · R. FC Bressoux · Racing FC Montegnée · R. St-Nicolas FC · + · Milmort FC Beringen Tongerse SV Patria FC Looi Sp. St-Truidense Winterslag Liège Verviers SRU Verviers Waremme \| Localisation des clubs engagés en Promotion D 1941-1942 |
| Liège · R. FC Liégeois · R. FC Bressoux · Racing FC Montegnée · R. St-Nicolas FC · + · Milmort FC Beringen Tongerse SV Patria FC Looi Sp. St-Truidense Winterslag Liège Verviers SRU Verviers Waremme                                                               |

## Classements
- Le nom des clubs est celui employé à l'époque

Légende
- Champion & Promu en Division 1 (D2)
- clubs relégué vers les séries inférieures

Abréviations
 relégué depuis la Division 1 (D2)
 : Promu depuis les séries inférieures
- Départages: Si nécessaire, les départages des égalités de points se font d'abord en donnant priorité « au plus petit nombre de défaites ».

### Promotion A
| Rang | Équipe              | Pts | J  | G  | N | P  | Bp | Bc | Diff |
| ---- | ------------------- | --- | -- | -- | - | -- | -- | -- | ---- |
| 1    | K. FC VIGOR HAMME   | 32  | 18 | 14 | 4 | 0  | 64 | 19 | +45  |
| 2    | R. Courtrai Sport   | 28  | 19 | 12 | 4 | 3  | 49 | 26 | +23  |
| 3    | R. SC Méninois      | 24  | 18 | 11 | 2 | 5  | 57 | 29 | +28  |
| 4    | SK Roeselare        | 21  | 18 | 8  | 5 | 5  | 45 | 35 | +10  |
| 5    | R. US Tournaisienne | 21  | 19 | 9  | 3 | 7  | 45 | 48 | -3   |
| 6    | RC Lokeren          | 18  | 18 | 6  | 6 | 6  | 41 | 46 | -5   |
| 7    | St-Niklaasche SK    | 16  | 19 | 5  | 6 | 8  | 47 | 55 | -8   |
| 8    | Stade Mouscronnois  | 12  | 19 | 4  | 4 | 11 | 34 | 48 | -14  |
| 9    | R. RC de Gand       | 12  | 19 | 5  | 2 | 12 | 29 | 46 | -17  |
| 10   | K. VG Oostende      | 7   | 19 | 3  | 1 | 15 | 28 | 75 | -47  |
| 11   | R. Knokke FC        | 1   | 6  | 0  | 1 | 5  | 8  | 20 | -12  |

Les résultats de Knokke sont maintenus. C'est pour cette raison que 6 clubs ont un total final de 19 rencontres jouées.

### Promotion B
| Rang | Équipe                | Pts | J  | G  | N | P  | Bp  | Bc  | Diff |
| ---- | --------------------- | --- | -- | -- | - | -- | --- | --- | ---- |
| 1    | FC VERBROEDERING GEEL | 38  | 20 | 18 | 2 | 0  | 120 | 25  | +95  |
| 2    | FC Wilrijk            | 29  | 20 | 12 | 5 | 3  | 59  | 47  | +12  |
| 3    | Cappellen FC KM       | 25  | 20 | 12 | 1 | 7  | 62  | 33  | +29  |
| 4    | SK Hoboken            | 21  | 20 | 10 | 1 | 9  | 64  | 47  | +17  |
| 5    | Wezel Sport FC        | 20  | 20 | 9  | 2 | 9  | 73  | 55  | +18  |
| 6    | FC Nijlen             | 19  | 20 | 9  | 1 | 10 | 45  | 54  | -9   |
| 7    | Bouchoutsche VV       | 18  | 20 | 9  | 0 | 11 | 45  | 56  | -11  |
| 8    | Willebroekse SV       | 17  | 20 | 7  | 3 | 10 | 38  | 48  | -10  |
| 9    | AC Hemiksem           | 15  | 20 | 7  | 1 | 12 | 45  | 51  | -6   |
| 10   | VV Edegem Sport       | 11  | 20 | 5  | 1 | 14 | 30  | 74  | -44  |
| 11   | VV OG Vorselaar       | 8   | 20 | 3  | 1 | 16 | 23  | 110 | -87  |

### Promotion C
| Rang | Équipe                        | Pts | J  | G  | N | P  | Bp | Bc  | Diff |
| ---- | ----------------------------- | --- | -- | -- | - | -- | -- | --- | ---- |
| 1    | CS ANDENNAIS                  | 37  | 24 | 16 | 5 | 3  | 75 | 27  | +48  |
| 2    | Stade Nivellois               | 34  | 24 | 15 | 4 | 5  | 58 | 33  | +25  |
| 3    | Ass. Marchiennoise des Sports | 32  | 24 | 13 | 6 | 5  | 57 | 26  | +31  |
| 4    | R. Ixelles SC                 | 30  | 24 | 13 | 4 | 7  | 57 | 37  | +20  |
| 5    | R. Union Halloise             | 25  | 24 | 10 | 5 | 9  | 64 | 49  | +15  |
| 6    | R. AA Louviéroise             | 25  | 24 | 11 | 3 | 10 | 58 | 41  | +17  |
| 7    | R. US Laeken                  | 25  | 24 | 11 | 3 | 10 | 38 | 42  | -4   |
| 8    | Jeunesse Arlonaise            | 24  | 24 | 11 | 2 | 11 | 51 | 46  | +5   |
| 9    | R. AEC Mons                   | 23  | 24 | 10 | 3 | 11 | 56 | 54  | +2   |
| 10   | R. Gosselies Sports           | 23  | 24 | 11 | 1 | 12 | 55 | 59  | -4   |
| 11   | UR Namur                      | 13  | 24 | 5  | 3 | 16 | 34 | 78  | -44  |
| 12   | SC Louvain                    | 11  | 24 | 4  | 3 | 17 | 34 | 67  | -33  |
| 13   | Châtelineau Sport             | 10  | 24 | 5  | 0 | 19 | 40 | 118 | -78  |

#### Hors-classement
| Rang | Équipe              | Pts | J  | G | N | P  | Bp | Bc | Diff |
| ---- | ------------------- | --- | -- | - | - | -- | -- | -- | ---- |
|      | R. Union Hutoise FC | 20  | 26 | 7 | 6 | 13 | 38 | 65 | -27  |

L'Union Hutoise affronte deux fois (aller/retour) chaque équipe de la série C. Pour la saison suivante, le club reprend sa place en Division 1 (D2).

### Promotion D
| Rang | Équipe                | Pts | J  | G  | N | P  | Bp  | Bc  | Diff |
| ---- | --------------------- | --- | -- | -- | - | -- | --- | --- | ---- |
| 1    | K. TONGERSE SV CERCLE | 43  | 26 | 20 | 3 | 3  | 100 | 41  | +59  |
| 2    | Stade Waremmien FC    | 41  | 26 | 20 | 1 | 5  | 81  | 33  | +48  |
| 3    | Beeringen FC          | 36  | 26 | 17 | 2 | 7  | 95  | 43  | +52  |
| 4    | R. CS Verviétois      | 31  | 26 | 14 | 3 | 9  | 56  | 48  | +8   |
| 5    | R. FC Liégeois        | 30  | 26 | 14 | 2 | 10 | 80  | 39  | +41  |
| 6    | FC Winterslag         | 30  | 26 | 14 | 2 | 10 | 69  | 68  | +1   |
| 7    | St-Truidensche VV     | 29  | 26 | 12 | 5 | 9  | 82  | 79  | +3   |
| 8    | Patria FC Tongres     | 25  | 26 | 11 | 3 | 12 | 78  | 73  | +5   |
| 9    | VV Looi Sport         | 25  | 26 | 11 | 3 | 12 | 75  | 73  | +2   |
| 10   | R. FC Bressoux        | 22  | 26 | 10 | 2 | 14 | 63  | 81  | -18  |
| 11   | Racing FC Montegnée   | 22  | 26 | 11 | 0 | 15 | 83  | 81  | +2   |
| 12   | SRU Verviers          | 14  | 26 | 5  | 4 | 17 | 54  | 104 | -50  |
| 13   | Milmort FC            | 11  | 26 | 5  | 1 | 20 | 60  | 118 | -58  |
| 14   | FC St-Nicolas Liège   | 5   | 26 | 2  | 1 | 23 | 32  | 127 | -95  |

## Résumé de la saison
- Champion A: FC Vigor Hamme (1er titre en D3)
- Champion B: FC Verbroedering Geel (1er titre en D3)
- Champion C: CS Andennais (1er titre en D3)
- Champion D: Tongerse SV Cercle (2e titre en D3)

- Onzième titre de "D3" pour la Province d’Anvers.
- Sixième titre de "D3" pour la Province de Limbourg.
- Deuxième titre de "D3" pour la Province de Namur.
- Cinquième titre de "D3" pour la Province de Flandre orientale.

| Région flamande (27) | Région flamande (27) | Province de Brabant (5)           | Province de Brabant (5) | Région wallonne (18)   | Région wallonne (18) |
| --- | -------------------- | --------------------------------- | ----------------------- | ---------------------- | -------------------- |
| Province d'Anvers | 11                   | Province de Brabant               | 5                       | Province de Hainaut    | 6                    |
| Province de Flandre-Occidentale | 6                    | dont Région de Bruxelles-Capitale | 2                       | Province de Liège      | 9                    |
| Province de Flandre-Orientale | 4                    | dont Province du Brabant flamand  | 2                       | Province de Luxembourg | 1                    |
| Province de Limbourg | 6                    | dont Province du Brabant wallon   | 1                       | Province de Namur      | 2                    |
| Rappel: En Belgique, le principe d'une frontière linguistique est créé par la Loi du 21 juillet 1921, mais elle n'est définitivement fixée que par les Lois du 8 novembre 1962. Cette « frontière » voit ses effets principaux se marquer à partir de 1963 avec, par exemple, les passages de Mouscron en Hainaut ou de Fourons au Limbourg. La Belgique ne devient un État fédéralisé qu'à partir de 1970 lorsqu'est appliquée la première réforme constitutionnelle. À ce moment, l'ajout de l'« Article 59bis » crée les « Communautés » alors que le plus délicat, car longtemps et âprement débattu, « Article 107quater » établit les « Régions ». La Région de Bruxelles-Capitale ne voit le jour qu'en 1989. La scission de la Province de Brabant en deux (flamand et wallon) n'intervient officiellement qu'au 1er janvier 1995. |                      |                                   |                         |                        |                      |

## Débuts en séries nationales (et donc en Division 3)
Trois clubs font leurs débuts en séries nationales.
- FC Verbroedering Geel (37e club de la Province d'Anvers) - 27e Anversois en D3 ;
- Stade Nivellois (32e club de la Province de Brabant) - 22e Brabançon en D3 ;
  - Le Stade Nivellois est le 1er club de ce qui deviendra plus tard la Province du Brabant wallon à jouer en "nationale".
- FC Winterslag (13e club de la Province de Limbourg) - 12e Limbourgeois en D3 ;

## Montée vers le…/ Relégation du2eniveau
Les quatre champions (CS Andennais, FC Verbroedering Geel, K. FC Vigor Hamme et K. Tongerse SV Cercle) sont promus en Division 1 (D2) d'où aucun club n'est relégué.

## Relégations vers le niveau inférieur
AUCUN club n'est relégué en fin de saison.

## Montée depuis le niveau inférieur
Quatorze clubs sont admis depuis les séries inférieures en vue de la saison suivante:
| Provinces                       | Montant                                             |
| ------------------------------- | --------------------------------------------------- |
| Province d'Anvers               | Balensche Sport, K. RC Borgerhout, FC Klein Brabant |
| Province de Brabant             | Crossing Ganshoren, SCUP Jette                      |
| Province de Flandre-Occidentale | R. FC Roulers                                       |
| Province de Flandre-Orientale   | K. AV Dendermonde                                   |
| Province de Hainaut             | Union Jemappes, SC Wasmes                           |
| Province de Liège               | Ans FC, AS Herstalienne                             |
| Province de Limbourg            | K. VV Vigor Beringen                                |
| Province de Luxembourg          | néant -                                             |
| Province de Namur               | UW Ciney, CS Florennois                             |

## Changements de noms / Fusions / Rapprochements
Par rapport au championnat 1938-1939, quelques changements d'appellations sont intervenus. Ceux-ci font suite, soit à des fusions, soit à des rapprochements (fusions non officiellement engegristrées). Ce deuxième cas de figure est important à noter car, selon les réglements en vigueur à cette époque, un nouveau matricule était généré pour identifer le club issu d'une fusion officielle.
- matricule 73: Le R. CS Tongrois (73) change son appellation en K. Tongerse SV Cercle.
- matricule 97: Le club prend le nom de FC Herentals en 1941 à la suite d'un rapprochement entre Herentalsche SK (97) et FC Netha Herentals (408). Ce dernier démissionne de la Fédération.
- matricule 156: Le club devient l'Union Royale Namur en 1941 à la suite d'un rapprochement entre SR Namur Sports (156) et R. Wallonia Association Namur (173). Ce dernier démissionne de la Fédération.
- matricle 278:Le club change son appellation en Association Marchiennoise des Sports à la suite d'un rapprochement entre le CdS Marchienne-Marchienne (278) et l'Etoile Sportive Monceau (1660). Cette dernière a démissionné de la Fédération.

## Retrait - Inactivité
Le R. FC Malmundaria 1904 n'est pas en mesure de s'aligner. Au même titre qu'Eupen et que toute la région des Cantons de l'Est, la commune de Malmedy est, à cette époque, située dans une zone "très sensible", car considérée par les Nazis comme devant faire partie intégrante du IIIe Reich.
En 1940, le R. FC Malmundaria 1904 (188) est pillé de ses meilleurs joueurs par l'autre club de la localité, la "Société Sportive Malmedy 1912" (ancien matricule 91). Le 12 septembre 1939, ce club démissionne de la Fédération belge. Il est contrôlé par des personnes lui donnant le nom de "Sport Vereinigung Malmedy 1912". Il semble qu'il participe aux compétitions allemandes réorganisées par le régime nazi. Certaines équipes belges des Cantons de l'Est, au même titre que des clubs alsaciens, autrichiens, lorrains, polonais, tchèques se retrouvent dans les séries rebaptisées d'abord "Gauliga" puis Sportbereicheklasse, ou dans celles directement inférieures. "SV Malmedy 1912" disparaît à la fin du conflit.
Le R. FC Malmundaria 1904 est contraint à l'inactivité jusqu'au terme de la Seconde Guerre mondiale. en raison de sa situation particulière, l'URBSFA ne le sanctionne pas (radiation) de son inactivité et le club reprend alors sans devoir être "refondé" et être contraint de recevoir un nouveau matricule.